# Благодатное (Саратский район)
Благода́тное (укр. Благодатне) — село, относится к Саратскому району Одесской области Украины.
Население по переписи 2001 года составляло 346 человек. Почтовый индекс — 68221. Телефонный код — 4848. Занимает площадь 1,08 км². Код КОАТУУ — 5124583202.

## История
В 1945 г. Указом ПВС УССР село Гнаденфельд переименовано в Благодатное.

## Местный совет
68220, Одесская обл., Саратский р-н, с. Надежда, ул. Ленина, 31